# Hegyi Gyula (politikus)
Hegyi Gyula (Békéscsaba, 1951. április 30. –) magyar filmkritikus, publicista, politikus. A Magyar Szocialista Párt tagja, európai parlamenti képviselő (2004–2009).

## Életrajz
Iskolai tanulmányait Budapesten végezte. 1969-ben érettségizett a Hámán Kató Közgazdasági Szakközépiskolában. 1975-ben diplomázott a Budapesti Műszaki Egyetem Építőmérnöki Karán. Két évvel később a MÚOSZ újságíró iskoláját is elvégezte. 1976-tól a Magyar Hírlap kulturális, majd publicisztikai rovatánál dolgozott.
Filmkritikusként, kulturális újságíróként, közíróként több ezer írást publikált. Kilenc könyve, köztük három verseskötete és több elbeszélése is megjelent.
A rendszerváltástól képviselővé választásáig szóvivője, illetve elnökségi tagja volt a Demokratikus Chartának, a Nyilvánosság Klubnak és az Amnesty International magyarországi szervezetének. Tagja a Magyar Katolikus Újságíró Szövetségnek és a Magyar Írószövetségnek, a Zsinati Klubnak és aktív résztvevője különböző környezetvédelmi mozgalmaknak.

## A Magyar Szocialista Párton belüli tevékenysége
A Magyar Szocialista Pártba 1995. március 15-én lépett be. 1994-ben, 1998-ban és 2002-ben országgyűlési képviselővé választották az MSZP fővárosi listáján. Az első ciklusban az emberi jogi és az európai integrációs bizottságban, a másodikban a társadalmi szervezetek bizottsága alelnökeként, a harmadikban a környezetvédelmi bizottság alelnökeként és az európai integrációs bizottság tagjaként dolgozott. 1994 és 2004 között tagja volt az Európa Tanács Parlamenti Közgyűlésének, ahol megválasztották a szociális bizottság alelnökének és a médiaügyek állandó felelősének. 1996-tól (kis megszakítással) 2003-ig tagja volt az Országos Választmánynak. Elnökségi tagja a Vallásos Szocialisták Nemzetközi Ligájának. Évekig az ET szocialista frakciójának alelnöke is volt. 2006-ban az MSZP Baloldali Tömörülése elnökévé, 2018-ban az MSZP alelnökévé is megválasztották.

## Európai parlamenti tevékenysége
Hegyi Gyulát 2004 júniusában választották meg európai parlamenti képviselőnek, a Magyar Szocialista Párt listájáról, és 2009-ig volt a testület tagja. Az Európai Parlamentben a Környezetvédelmi, Közegészségügyi és Élelmiszerbiztonsági Bizottság tagja, a Kulturális és Oktatási Bizottság póttagja, valamint részt vesz a nyugat-balkáni ügyek delegációjában, és alelnöke az EP macedóniai delegációjának. Mint az egyik legaktívabb magyar képviselő, mintegy húsz környezetvédelmi és kulturális jelentés szerzője, illetve társszerzője.
2009 és 2010 között a Duna-Stratégia nagyköveteként dolgozott a Külügyminisztériumban.
2010 és 2013 között Andor László magyar uniós biztos kabinetjében dolgozott Brüsszelben, elsősorban környezetvédelemmel, uniós bővítéssel, energiapolitikával összefüggő szociális/foglalkoztatási kérdések felelőseként. Az Európai Bizottságtól véglegesen 2014 januárjában távozott. Azóta ismét újságíróként tevékenykedik.
Az ötéves ciklus alatt az alábbi témákkal foglalkozott:
- Környezetvédelem:
  - Légszennyezési jogszabályok
  - Talajszennyezés
  - Hulladékok
  - Vegyi anyagok
  - Fenntartható fejlődés
  - Vízpolitika
  - Élelmiszerek
  - Természetvédelem
  - A környezetvédelem finanszírozása
- Kultúra, oktatás:
  - A határok nélküli televíziózásról szóló irányelv felülvizsgálata
  - Az európai Technológiai Intézet létrehozásáról szóló rendelet
  - Közösségi roamingdíjak szabályozása
  - Művészek szociális helyzete

## Érdeklődési kör
Hegyi Gyula legfőbb érdeklődési területei:
- környezetvédelem
- kultúra (elsősorban a filmművészet)
- balkáni kérdések
- a modern baloldal és a globalizáció témái
- kereszténység és szocializmus.

Hobbi: kerékpározás, utazás

## Könyvei
- Európai földalatti – Versek (Magvető, 1980)
- Vattacukrot lenne szép kapni a kijáratnál – Versek (Magvető, 1986)
- Jiří Menzel – Monográfia (Múzsák, 1990)
- A baloldaliság öröme – Esszék, tanulmányok, cikkek (Kossuth, 1993)
- A tű fokán – Nagyesszé (Hammer Műhely, 1995)
- Left Side Story – Esszék, tanulmányok, cikkek (Gondolat, 1995)
- Tíz év után (Andor Lászlóval és Galló Bélával közösen) – Tanulmány (Napvilág, 2000)
- Paneltől az Óceánig. Baloldali politika az uniós csatlakozás küszöbén (Andor Lászlóval közösen) – (Villányi úti könyvek, 2003)
- A szélkerék dala – Esszék, útirajzok (Urbis Könyvkiadó, Budapest, 2005)
- Brüsszeli utas – Esszék, útirajzok (Korona Kiadó, Budapest, 2008)
- Az út vége Timbuktu – Esszék, útirajzok (Urbis Könyvkiadó, 2012)
- Gyilkosság a templomlépcsőn – Bűnügyi regény (Kossuth, 2017)
- Halálgyár a Körtéren – Bűnügyi regény (Hungarovox, 2020)
- Fiúk könyve - Regény (Hungarovox, 2025)

## Külső hivatkozások
- https://web.archive.org/web/20070110121357/http://www.hegyigyula.hu/
- http://www.europarl.europa.eu/members/public/geoSearch/view.do?country=HU&partNumber=1&language=HU&id=23806 Archiválva 2007. október 15-i dátummal a Wayback Machine-ben
- https://web.archive.org/web/20080511154431/http://www.mszp.hu/index.php?gcPage=public%2Fportretar%2FmutatPortre&fnId=11983
- http://www.europarl.europa.eu/activities/expert/committees/presentation.do?committee=2353&language=HU%5B%5D